# Karla Berumen
Karla María López Berumen (Aguascalientes, México, 12 de marzo de 1996), conocida como Karla Berumen, es una modelo y reina de belleza mexicana, 2ª Finalista de  Nuestra Belleza México 2017 y designada por la directora nacional Lupita Jones como Reina Hispanoamericana México 2017. Karla representó a México en Reina Hispanamericana 2017 siendo tercera finalista.

## Inicios
A la edad de 19 años comenzó su trayectoria en los concursos de belleza, ya que fue seleccionada como una de las 14 candidatas oficiales en el certamen Reina de la Feria Nacional de San Marcos en su edición 2016, el evento de elección se realizó el 18 de marzo de 2016 donde Karla no logró obtener la corona, meses más tarde ya con 20 años de edad se inscribió en Nuestra Belleza Aguascalientes.

## Nuestra Belleza Aguascalientes
Karla fue seleccionada como una de las 8 participantes de la edición 2016, la noche final se realizó 7 de septiembre de 2016 en la ciudad de Aguascalientes y así al finalizar el evento Karla Berumen se coronó como NB Aguascalientes 2016 con lo cual obtuvo el derecho de representar a Aguascalientes en el certamen nacional.

## Nuestra Belleza México
La final se realizó el 11 de marzo de 2017 en el Foro 5 de Televisa en la Ciudad de México, donde compitió con las otras 31 candidatas procedentes de toda la República Mexicana. Al final de la noche obtuvo el puesto de 2ª Finialista. El 18 de julio de 2017 la Organización Mexicana Universal la anunció como la elegida para represantar a México en Reina Hispanoamericana 2017.

## Reina Hispanamericana 2017
Como designada de la Organización Mexicana Universal, Karla representará a México en Reina Hispanoamericana 2017 en Bolivia donde competirá contra 27 candidatas procedentes principalmente de América y algunas otras partes del mundo.